# Chameleon (canción de Michela Pace)
«Chameleon» (en español: Camaleón) es una canción interpretada por la cantante maltesa Michela Pace. La compusieron Joacim Persson, Paula Winger, Borislav Milanov y Johan Alkanas, y se creó para representar a Malta en el Festival de la Canción de Eurovisión 2019.

## Festival de la Canción de Eurovisión 2019
La canción representó a Malta en Festival de la Canción de Eurovisión 2019, después de que Michela fuera elegida en el programa «X Factor Malta».